# Pehr Evind Svinhufvud
Pehr Evind Svinhufvud af Qvalstad (15. december 1861 – 29. februar 1944) var en finsk statsmand, der var Finlands tredje præsident fra 1931 til 1937. 
Som advokat, dommer og politiker i det russiske storfyrstendømme Finland spillede han en stor rolle i den finske uafhængighedsbevægelse. Svinhufvud var det første statsoverhoved i det uafhængige Finland, den første formand for senatet og derefter rigsforstander eller regent. Han var også Finlands statsminister fra 1930 til 1931.
Som en konservativ, som var i stærk opposition til kommunismen og venstreorienteret politik i det hele taget, blev Svinhufvud ikke en præsident, som samlede hele folket, men som den elskelige Ukko-Pekka (gamle Peter) nød han en bred popularitet. 

## Familiebaggrund og tidlige år
Pehr Evind Svinhufvud af Qvalstad blev født i Sääksmäki. Han var søn af Pehr Gustaf Svinhufvud af Qvalstad, en skibskaptajn, og Olga von Becker. Faderen druknede i havet ud for Grækenland i 1863, da Pehr Evind kun var to år gammel. Han tilbragte sin tidlige barndom i hjemmet hos sin farfar, Pehr Gustaf Svinhufvud af Qvalstad (en provinskæmner fra Häme) i Rapola, hvor hans familie havde boet i fem generationer. Svinhufvud-familien var en svensktalende adelsfamilie, som kunne spore sin historie tilbage til Dalarna i Sverige. Pehr Gustaf Svinhufvud af Qvalstad, en løjtnant i Karl 12. af Sveriges hær flyttede til Rapola efter den Store Nordiske Krig. Familien var blevet adlet i Sverige i 1574 og blev også optaget i den finske adel i 1818. Rapola blev solgt, da hans farfar skød sig selv i 1866, og Svinhufvud flyttede til Helsinki med sin mor og sin søster. 
Han gik i en svensksproget skole i Helsinki. I 1878 blv han i en alder af 16 optaget på Universitetet i Helsinki. Der fik han en bacheloreksamen i 1881 og fortsatte derefter med at tage hovedfag i 1882. Hans hovedfag var finsk, russisk og skandinavisk historie. Herefter tog han en juridisk embedseksamen i 1886. I 1889 giftede Svinhufvud sig med Alma (Ellen) Timgren (1869–1953). De fik seks børn: Yngve (1890–1991), Ilmo (1892-1969), Aino (1893-1980), Eino (1896-1938), Arne (1904-1942) og Eivind (1908-1969).

## Advokat og politiker
Svinhufvuds karriere indenfor juraen fulgte den sædvanlige vej: han arbejdede for en advokat, gjorde tjeneste i byretter og dernæst som underdommer ved appelretten i Turku. I 1892 blev han udpeget som medlem af senatets 6-mands udvalg til udformning af lovforslag i den forholdsvis unge alder af 31. I seks år arbejdede han i udvalget med at omforme skattelove. Som familieoverhoved deltog han som adelig i den finske stænderforsamling i 1894 og 1899-1906.
Han syntes, at arbejdet i lovudformningsudvalget var kedeligt og skiftede stilling til appelretten som underdommer i 1902. Hans langsigtede mål var at kunne leve fredeligt som dommer på landet. Svinhufvud holdt sig mest i baggrunden indtil 1899, hvor Rusland indledte en russificering af Finland. Det finske svar bestod fortrinsvis i lovgivningsmæssig og konstitutionel modstand, hvor Svinhufvud blev en central person som dommer i appelretten.  
Da nogle indbyggere i Helsinki indleverede en klage til Appelretten i Turku i 1902 vedrørende den russiske guvernør i Nylands magtanvendelse for at opløse en demonstration imod indkaldelser til militærtjeneste indledte retten en sag mod generalguvernør Bobrikov. Bobrikov krævede, at sagen blev indstillet, og da det ikke skete, benyttede han et dekret, som finnerne anså for illegalt, til at afskedige 16 embedsmænd fra retten, herunder Svinhufvud.
Oprindelig var han en moderat, som tilhørte det Finske Parti, eller Det gamle Finske parti, men efter sin afsked blev han en rendyrket konstitutionalist, som anså dommeres og embedsmænds modstand som et spørgsmål om retfærdighed, idet han ikke troede på, at der var politisk mulige kompromisser. Han flyttede til Helsinki for at arbejde som advokat og deltog i de politiske aktiviteter både i stænderforsamlingen og i den hemmelige forening Kagal.  
Svinhufvud spillede en nøglerolle ved det nye parlamentariske systems fødsel i 1905, og som medlem af det Ungfinske Parti blev han medlem af det nye parlament i 1906. Svinhufvud fortsatte med at være medlem af parlamentet i fire perioder (1907-1908, 1908-1914, 1917 og 1930-1931).
Efter at være udpeget som dommer i Heinola i 1906 forsøgte han at holde sig ude af forreste linje i politikken. Han blev imidlertid valgt til formand for parlamentet i 1907, hovedsagelig fordi socialdemokraterne, der havde flertallet, anså ham som den bedst kendte modstander af illegalitet. Svinhufvuds parlamentariske åbningstaler, hvor han lagde vægt på legalitet, førte til, at zaren opløste parlamentet i både 1909 og 1910. Han var formand indtil 1912. Svinhufvud var også dommer i Lappee 1908-1914.
Under 1. verdenskrig, da Rusland erstattede forskellige finske embedsmænd med russere, afslog Svinhufvud at adlyde ordrer fra den russiske prokurator Konstantin Kazansky, som han anså for ulovlige, og dette førte til, at han blev fjernet fra sin post som dommer og blev sendt i eksil i Tomsk i Sibirien i november 1914. I sit sibiriske eksil brugte han sin tid på jagt og på at lappe sit tøj, samtidig med at han holdt hemmelig kontakt med uafhængighedsbevægelsen. Da han forlod Finland, havde han lovet at vende tilbage "med Guds hjælp og Hindenburgs". 
Da nyheden om februarrevolutionen nåede Svinhufvud, gik han ned til byens politistation og erklærede: "Den person, som sendte mig hertil, er blevet arresteret, nu tager jeg hjem." I Helsinki blev han modtaget som en national helt.

## Uafhængighed og borgerkrig
Svinhufvud blev valgt som formand for det finske senat den 27. november 1917 og var en nøglefigur ved udråbelsen af Finlands uafhængighed den 6. december 1917. Han tog også personligt til Petrograd for at møde Lenin, som noget tøvende gav sin officielle anerkendelse af den finske uafhængighed. Svinhufvuds senat autoriserede også Carl Gustaf Mannerheim til at opstille en ny finsk arme på grundlag af den finske Hvide Garde, dvs. de fortrinsvis højreorienterede frivillige militser kaldet Suojeluskunta. Dette skete samtidig med udbruddet af den finske borgerkrig.
Under borgerkrigen gik Svinhufvud under jorden i Helsinki og sendte anmodninger om intervention til Tyskland og Sverige. Konflikten gjorde ham til en aktiv monarkist, omend ikke royalist. I marts 1918 lykkedes det ham at undslippe via Berlin og Stockholm til senatet, som nu havde sæde i Vaasa, hvor han genoptog sin funktion som statsoverhoved. I denne rolle gav han amnesti til 36.000 røde fanger i efteråret 1918. Den 18. maj blev Svinhufvud rigsforstander, dvs. regent, en post han beholdt efter, at han var afgået som formand for senatet den 27. maj.
Efter Tysklands nederlag i 1. verdenskrig og det fejlslagne forsøg på at gøre Finland til et monarki under Frederik Karl af Hessen, som endda var blevet valgt, trak Svinhufvud sig tilbage fra livet i offentligheden og var kun aktiv i den højreorienterede Suojeluskunta-milits.

## Statsminister og præsident
I 1925 var han præsidentkandidat for det konservative Nationale koalitionsparti Kokoomus, men blev ikke valgt. Efter fremkomsten af den antikommunistiske Lappobevægelse udpegede præsident Relander ham til statsminister efter krav fra Lappobevægelsen. Svinhufvud blev valgt til præsident i 1931 og udpegede Mannerheim til formand for forsvarsrådet, ikke mindst som reaktion på Lappobevægelsens frygt for at have udkæmpet borgerkrigen forgæves.  
Han gik både imod kommunistisk agitation og Lappobevægelsen handlinger. Alle kommunistiske medlemmer af parlamentet blev arresteret. I februar 1932 var der det såkaldte Mäntsälä-oprør, hvor Suojeluskunta-Militsen og Lappobevægelsen krævede regeringens afgang. Vendepunktet kom med præsidentens radiotale, hvori han opfordrede rebellerne til at overgive sig og beordrede alle medlemmer af Civilgarden, som var på vej til Mäntsälä, til at vende tilbage til deres hjem: 
"Igennem mit lange liv har jeg kæmpet for at opretholde lov og orden, og jeg kan ikke tillade, at loven nu blive trampet under fode, og borgere bliver ført ud i væbnet konflikt med hinanden ... Da jeg nu handler på eget ansvar, uden bindinger til nogen, og har påtaget mig opgaven med at genskabe freden i landet, vil en enhver hemmelig handling fremover ikke blot rette sig mod den lovmæssige orden, men også mod mig, som selv har marcheret i Civilgardens rækker som opretholder af den sociale fred ... Fred må skabes i landet så hurtigt som muligt, og de fejl, som eksisterer i vor nation, må derefter fjernes indenfor rammerne af lovgivningen." Hans tale stoppede oprøret, inden der skete noget alvorligt.
Svinhufvud var ikke nogen tilhænger af parlamentarisme. Han troede på, at det var bedre for Finland, hvis socialdemokraterne kunne holdes uden for regeringen. Det var af den grund, at socialdemokraterne og Bondepartiet stemte mod ham ved valget i 1937, og han blev ikke genvalgt. 
Ved slutningen af vinterkrigen søgte han forgæves foretræde for både Hitler og Mussolini, men kom kun til at møde Pave Pius 12. Under fortsættelseskrigen støttede han tanken om en ekspansionskrig.  
Svinhufvud døde i Luumäki i 1944, mens Finland søgte om fred med Sovjetunionen.
Han nægtede at gøre sit 500 år gamle efternavn mere finskklingende – muligvis fordi det direkte oversat betyder svinehoved.
1. ↑  Navnet er anført på svensk og stammer fra Wikidata hvor navnet endnu ikke findes på dansk.